# Otto Basil
Otto Basil (* 24. Dezember 1901 in Wien; † 19. Februar 1983 ebenda; gesetzlicher Name bis Oktober 1935 Otto Adam Franz Bazil; Pseudonyme Markus Hörmann, Camill Schmall) war ein österreichischer Schriftsteller, Publizist und Journalist.

## Leben
Basil wurde als Sohn des aus Moldautheil in Böhmen
stammenden, katholischen Verkäufers Franz Bazil und seiner Frau Leopoldine 
am 24.12.1901 in Wien geboren. Die Familie lebte im Wiener Gemeindebezirk Rudolfsheim in der Kranzgasse 29.
Nach seiner Schulausbildung an der Handelsakademie Wien begann Basil ein Studium der Germanistik und Paläontologie in Wien und München. Danach war er in verschiedenen Berufen tätig; er arbeitete als Journalist und Verlagslektor, Barpianist und Industrieangestellter (ab 1927 bei den Böhler-Werken). Er wirkte außerdem als Dramaturg und als Publizist in Kultur-Zeitschriften. Anfang der 1920er Jahre war er einer der Herausgeber der Zeitschrift Das Wort. Weiterhin schrieb er Mitte der 1920er Jahre Artikel für das Prager Abendblatt.
Nach dem Anschluss Österreichs an Deutschland im Jahr 1938 erhielt er Schreibverbot. Als Basil 1938 wegen „Verspottung des Führers“ von der Gestapo verhaftet wurde, setzte sich Josef Weinheber erfolgreich für seine Freilassung ein. Dessenungeachtet legte Basil im Jahre 1940 acht Gedichte mit Illustrationen von Edgar Jené 
unter dem Titel Freund des Orients in Form eines von Franz Juraschek veranlaßten Privatdruckes mit 100 numerierten Exemplaren beim Verlag Franz Karner vor.
Nach dem Zweiten Weltkrieg arbeitete Basil als Pressereferent und Dramaturg am Wiener Volkstheater unter der Direktion von Günther Haenel (bis 1947) und veranstaltete mit Haenel und Gustav Manker in den Wandelgängen des Volkstheaters Ausstellungen von zeitgenössischen Künstlern wie dem Surrealisten Edgar Jené. Günther Haenel führte das Theater als anspruchsvolles Zeittheater und zeigte viele Stücke, die dem Publikum während der faschistischen Systeme vorenthalten worden waren. Otto Basil schrieb: „Es gab einen Elan am Haus, der an die wildesten Tage des Expressionismus erinnerte.“
Basil gab auch wieder die avantgardistische Literatur- und Kunstzeitschrift PLAN heraus (eingestellt 1948), in der Beiträge vieler zeitgenössischer österreichischer Schriftsteller, Musiker und Wissenschaftler veröffentlicht wurden. Zum Teil auf der Grundlage von bereits 1937 vorbereiteten Artikeln setzte er in der Folgezeit Maßstäbe für eine neue österreichische Nachkriegsliteratur und lenkte mit Namen wie Bertolt Brecht, Albert Camus, T. S. Eliot, Hermann Broch, Heimito von Doderer, Paul Celan, Erich Fried, Theodor Kramer, Joseph Kalmer und Ernst Waldinger, Ilse Aichinger und Friederike Mayröcker den literarischen Blick auf die europäische Vor- wie Nachkriegsliteratur. Der PLAN war der gesellschaftspolitische Gegenpol zur christlich-konservativen Zeitschrift Turm, die, aus Parteimitteln der ÖVP finanziert wurde. Basils Zeitschrift war parteiunabhängig (obwohl Basil kurzzeitig Mitglied der KPÖ war) und verstand sich in der Nachfolge der Fackel von Karl Kraus. Der PLAN stand Schriftstellern unterschiedlicher Couleurs offen und war damit „die einzige Zeitschrift, die mit einer bestimmten politischen und ästhetischen Linie einen Liberalismus vereinte, der es erlaubte, dass sie gleichzeitig Hugo Huppert und Hans Weigel, Johann Gunert und Paul Celan offen stand“ (Hans Heinz Hahnl). In ihr erschienen erstmals Hupperts eigene Gedichte und seine Nachdichtungen sowjetischer Dichter Wladimir Majakowski und Boris Pasternak. Durch sein Engagement in der bildenden Kunst wurde der PLAN auch zur publizistischen Keimzelle des Phantastischen Realismus.
Von 1948 bis 1964 war Basil Leiter des Ressorts Kultur der Tageszeitung Neues Österreich, wo er von einer „Zeit der Ausgrabungen“ schrieb – mit Blick auf die Spielpläne der Wiener Theater, aber, so sein kritisches Urteil, „die bösen und unbequemen Zeitgenossen: die Bruckner, Brecht, Zuckmayer, Horváth, Csokor, Hochwälder betten wir einstweilen in die kühle Gruft.“

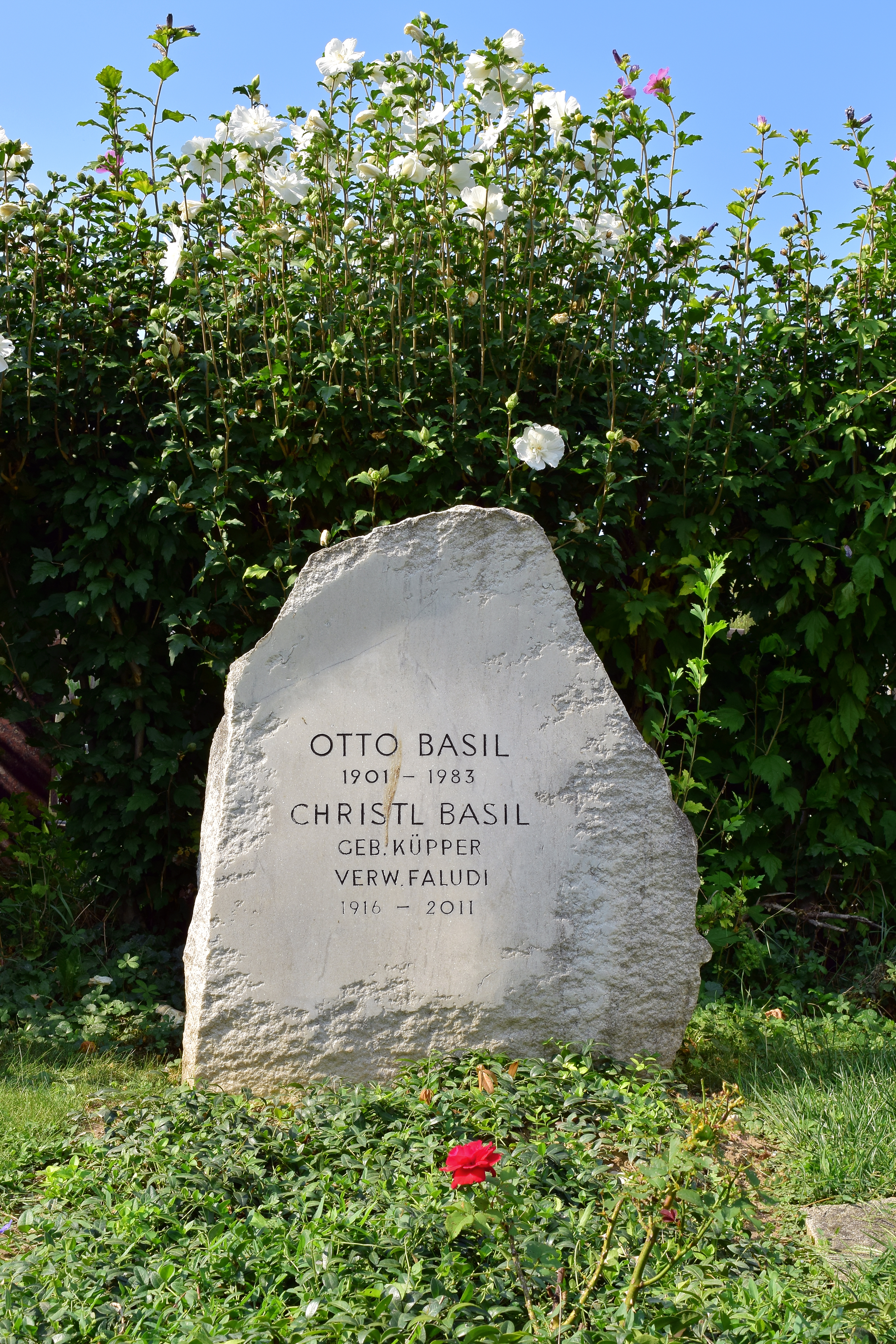
Ehrenhalber gewidmetes Grab auf dem Wiener Zentralfriedhof

1966 erschien Basils Roman Wenn das der Führer wüßte, eine Satire auf das „Dritte Reich“, in der er den Irrsinn des Nationalsozialismus zeigt. Ein siegreiches Deutsches Reich triumphiert und setzt seine wahnsinnigen ideologischen Verirrungen langfristig in die Tat um. Das Reich ist dabei, sich selbst zugrunde zu richten, in einem Land, in dem Brutalität und Menschenverachtung auf schauerliche Weise zur Alltags(un)kultur geworden sind, wo Geist und Wissenschaften „rassisch“ ausgerichtet werden und Menschen ausgestopft im Museum stehen. 20 Jahre sind bei Basil seit dem ersten Atombomben-Abwurf vergangen, die Atombombe fiel aber nicht auf Hiroshima, sondern auf London, und die Nazis haben den Krieg gewonnen. Zum Reich gehören auch Afrika und die USA. Die Welt ist geteilt in Ost und West. West, das ist das deutsche Reich, mit seinen Vasallen und eroberten Territorien in Amerika. Ost, das ist Japan. Das Reich selbst ist nach dem glorreichen Sieg immer weiter versunken in Mythen, Aberglauben und Deutschtümelei und wer nicht gerade das Glück hat, dem nordischen Menschenbild zu entsprechen, der ist Leibeigener, Sklave der Herrenmenschen. Der Papst und der Dalai Lama werden in einer Kölner neurochirurgischen Klinik gefangen gehalten, von Irland bis zum Ural erheben sich die SS-Ordensburgen, wie z. B. die Wewelsburg, die Zuchtmutterklöster, die Walhallen der Ariosophen, die Napolas und Untermenschenlager. Der Ich-Erzähler ist „Pendler“ und Aufspürer von Erdstrahlen, seriöse Wissenschaft wie Psychologie muss im Untergrund stattfinden. Diese Nazi-Esoterik war bis zur Entstehungszeit des Romans sonst kaum je thematisiert worden. Der Roman enthält Anspielungen auf die damalige reale Gegenwart wie den Kalten Krieg (im Lauf des Romans kommt es zu einem Atomkrieg zwischen Deutschland und Japan) und enthält auch parodistische Elemente (es kommen etwa Figuren vor, die Verfremdungen von Heidegger und Doderer darstellen).
Basil war bis zu seinem Tod 1983 freier Schriftsteller und P.E.N.-Mitglied in Wien, Gründungsmitglied des Österreichischen Schriftsteller/innenverbandes sowie von 1959 bis 1963 Mitglied der Loge Gleichheit. Basil ruht in einem ehrenhalber gewidmeten Grab auf dem Wiener Zentralfriedhof (Gruppe 40, Nummer 153).
Basil war von 1936 bis 1942 mit Maria Anna Bräuer verheiratet, 
aus der Ehe ging 1939 die Tochter Jutta hervor.
Mit seiner zweiten Frau Christl Basil, geb. Küpper, verw. Faludi, lebte er im Wiener Stadtteil Grinzing, Suttingergasse 14.

## Auszeichnungen
- 1965: Preis der Stadt Wien für Publizistik
- 1981: Österreichischer Staatspreis für Kulturpublizistik

## Werk
Sein literarisches Schaffen umfasst hauptsächlich Gedichte und Erzählungen, einen Roman sowie zwei grundlegende Monographien über Georg Trakl (1965) und Johann Nestroy (1967). Eine Auswahl aus seinen profunden Theaterkritiken des Zeitraums 1947–1966 sind in dem von Paul Wimmer 1981 herausgegebenen Band Lob und Tadel versammelt.
In seinen Gedichten spiegeln sich Einflüsse von Rainer Maria Rilke, der französischen Moderne sowie des Expressionismus wider. Sein literarisches Vorbild war Karl Kraus.
- Sternbild der Waage. Gedichte aus zwei Zyklen. Müller Verlag, Wien 1945, DNB 572145888.
- Johann Nestroy. Mit Selbstzeugnissen und Bilddokumenten dargestellt. Rowohlt, Reinbek 2001, ISBN 3-499-50132-5 (Nachdr. d. Ausg. Reinbek 1967).
- Apokalyptischer Vers. Müller Verlag, Wien 1947, DNB 572145896.
- Georg Trakl. Mit Selbstzeugnissen und Bilddokumenten dargestellt. 18. Aufl. Rowohlt, Reinbek 2003, ISBN 3-499-50106-6 (Nachdr. d. Ausg. Reinbek 1965).
- Ein wilder Garten ist dein Leib. Die Frau um die Jahrhundertwende. Forum Verlag, Wien 1968, DNB 971236356.
- mit Herbert Eisenreich und Ivar Ivask: Das große Erbe. Aufsätze zur österreichischen Literatur; Panorama vom Untergang Kakaniens. Verlag Stiasny, Graz/Wien 1962 (Stiasny-Bücherei, Bd. 100).
- Wenn das der Führer wüßte. Milena-Verlag, Wien 2011, ISBN 978-3-85286-197-5 (Nachdr. d. Ausg. Wien 1966).
- Schon sind wir Mund und Urne. Ausgewählte Gedichte. Rimbaud Presse, Aachen 2008, ISBN 978-3-89086-565-2.

## Nachlass
Basils literarischer Nachlass wird im Literaturarchiv der Österreichischen Nationalbibliothek aufbewahrt.